# Стратегия 2020
Стратегия 2020 — документ, декларирующий цели, которых следовало достичь правительству до 2020 года. Утверждён распоряжением правительства России 17 ноября 2008 года. Концепция должна была использоваться как руководство при формировании документов, планов и показателей деятельности органов исполнительной власти.
Ввиду отсутствия конкретных шагов и законопроектов для реализации Стратегии 2020, а также возникшего финансового и экономического кризиса 2008 года, по состоянию на 2020 год программа осталась нереализованной. В 2019—2020 начали выходить обзорные публикации, подводящие итоги реализации Стратегии 2020.
Официально название документа: «Концепция долгосрочного социально-экономического развития Российской Федерации до 2020 года».

## История

### Разработка

#### Первый вариант
Разработка начата в июле 2006 года Правительством по поручению Президента России Владимира Путина. Стратегию 2020 разрабатывали более 1000 экспертов под руководством Государственного университета — Высшей школы экономики и Российской академии народного хозяйства и госслужбы.
Первый вариант в 2006—2007 годах разрабатывали в соответствии с поручением Президента России В. Путина Минэкономразвития и другие ведомства. Целью разработки первого варианта Концепции было заявлено «определение путей и способов обеспечения в долгосрочной перспективе (2008—2020 годы) устойчивого повышения благосостояния российских граждан, национальной безопасности, динамичного развития экономики, укрепления позиций России в мировом сообществе». Окончательный текст КДР-2020 был утверждён Правительством России в ноябре 2008 г.

#### Итоговый вариант
Необходимость разработки второго варианта КДР-2020 была обусловлена мировым финансовым и экономическим кризисом 2008 года. Несмотря на то, что до осени 2008 года он затрагивал только развитые страны, КДР была утверждена уже после того, как экономический кризис разразился в самой России. В результате КДР оказалась неактуальной сразу после своего принятия. Кризис привёл к резкому и глубокому падению экономических показателей и сделал невозможным достижение большинства количественных показателей ожидаемых от КДР-2020 первого этапа рассчитанного для реализации на период 2007—2012 года. Так, в периоде с 2007 по 2012 год КДР предполагала:
- увеличения ожидаемой продолжительности жизни на 2,5 года;
- роста ВВП на 37—38 %;
- роста производительности труда на 40—41 %;
- снижения энергоёмкости ВВП на 17—19 %;
- роста реальных располагаемых доходов населения — на 53-54 %;
- роста инвестиций в основной капитал на 80—85 % и т. д.

Таким образом, Стратегия 2020 стала вторым вариантом концепции долгосрочного развития России до 2020 года (сокращённо — КДР).

### Выполнение
«Стратегия 2020» так и осталась декларацией о намерениях. Ни одна из указанных в ней целей (создание условий для свободы предпринимательства и конкуренции, снижение административных барьеров в экономике, создание условий для массового создания новых частных предприятий во всех отраслях экономики, устранение избыточного государственного регулирования и т.д.) не была достигнута. Ввиду ведомственного характера разработки КДР, повлёкшего размытость её ряда положений, в ней были лишь указаны количественные показатели, которые предполагалось достичь. Проблемы, непосредственно стоящие перед российской экономикой и обществом, а также конкретные способы или шаги для их решения или для достижения поставленных целей определены и проанализированы не были.

## Авторы
На площадках НИУ ВШЭ и РАНХиГС была создана 21 экспертная группа под руководством ректоров Ярослава Кузьминова и Владимира Мау. Группы провели несколько сотен заседаний, обсуждений и дискуссий. В подготовке Стратегии участвовали, в частности, Евгений Ясин, Андрей Яковлев, Лев Якобсон, Сергей Дробышевский, Кирилл Рогов, Евсей Гурвич, Владимир Гимпельсон, Исак Фрумин, Владимир Назаров, Ирина Стародубровская, Ксения Юдаева, Александр Аузан, Татьяна Малева, Олег Вьюгин, Михаил Блинкин, Надежда Косарева, Андрей Клименко, Юрий Симачёв, Елена Тополева, Павел Кадочников, Юрий Саакян, Юрий Удальцов, Борис Рудник, Татьяна Клячко, Наталья Акиндинова, Михаил Денисенко.

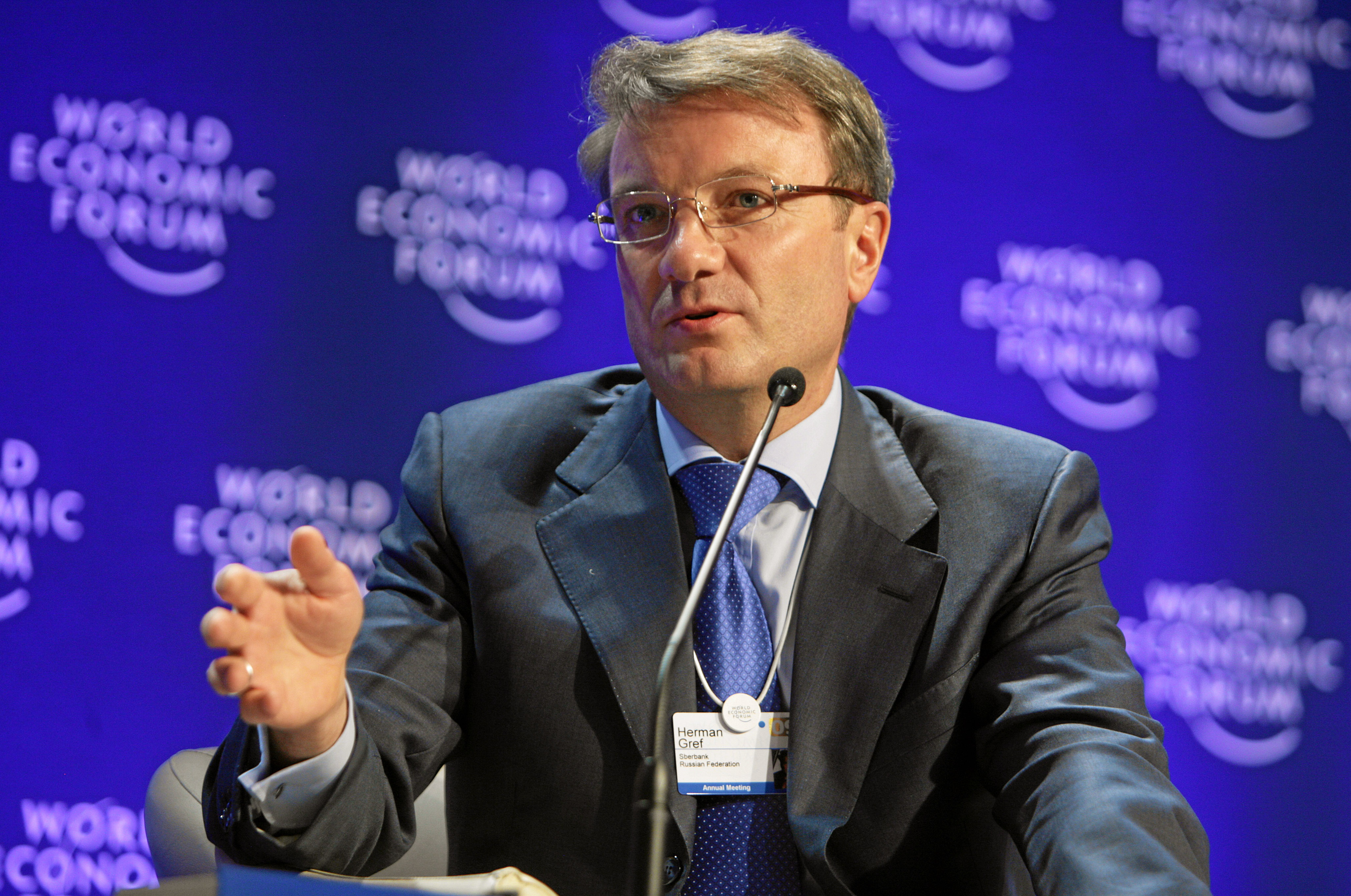
Герман Греф — Один из авторов стратегии 2020 в части Банковской системы

Каждая из групп регулярно проводила заседания, публиковала материалы на своей интернет-странице специально созданного сайта Стратегия 2020. Большинство заседаний проходило в открытом режиме, работа групп находила широкий отклик в прессе. В работе над Стратегией 2020 приняли участие более 100 зарубежных экспертов, включая Энн Крюгер (бывший первый вице-президент МВФ), известного польского экономиста Марека Домбровского, Ричарда Болдуина (Graduate Institute в Женеве), Жерара Роланда (университет Беркли).
Работа экспертов была разбита на два основных этапа. На первом — до августа 2011 года — прорабатывались возможные развилки развития и соответствующие меры. После того, как промежуточный доклад объёмом около 600 страниц был передан в правительство, в министерствах и ведомствах прошли его обсуждения и были определены направления доработки документа.
Итоговый объём 864 стр. создан в декабре 2011 г. Опубликована Стратегия-2020 была в марте 2012 года под названием «Итоговый доклад о результатах экспертной работы по актуальным проблемам социально-экономической стратегии России на период до 2020 года Стратегия 2020: Новая модель роста — новая социальная политика».
В 2011—2012 гг. были также проведены социологические исследования, целью которых было выяснить отношение различных слоёв общества к предложениям Стратегии-2020.
- Группа 1. Новая модель экономического роста. Обеспечение макроэкономической и социальной стабильности (Владимир Мау, Евгений Ясин)
- Группа 2. Бюджетная и денежная политика, макроэкономические параметры развития российской экономики (Сергей Синельников-Мурылев, Евсей Гурвич)
- Группа 3. Реформа пенсионной системы (Татьяна Малева, Ксения Юдаева)
- Группа 4. Укрепление рыночных институтов. Обеспечение стабильности условий собственности и развития конкуренции, стимулирование малого предпринимательства (Андрей Яковлев)
- Группа 5. Переход от стимулирования инноваций к росту на их основе (Леонид Гохберг)
- Группа 6. Налоговая политика (Сергей Дробышевский, Александр Галушка)
- Группа 7. Рынок труда, профессиональное образование, миграционная политика (Ярослав Кузьминов, Владимир Гимпельсон, Михаил Денисенко, Татьяна Четвернина)
- Группа 8. Новая школа (Исак Фрумин, Анатолий Каспржак)
- Группа 9. Сокращение неравенства и преодоление бедности (Владимир Назаров, Полина Козырева)
- Группа 10. Развитие финансового и банковского сектора (Герман Греф, Олег Вьюгин)
- Группа 11. Здоровье и среда обитания человека (Лев Якобсон, Сергей Шишкин)
- Группа 12. Реальный федерализм, местное самоуправление, межбюджетная политика (Ирина Стародубровская, Вячеслав Глазычев)
- Группа 13. Повышение эффективности государственных инвестиций и государственных закупок, создание федеральной контрактной системы (Александр Шамрин, Илья Соколов)
- Группа 14. Оптимизация присутствия государства: сокращение регулирующих функций, обеспечение прозрачности и обратной связи с гражданами и бизнесом (Андрей Клименко, Александр Аузан)
- Группа 15. Управление государственной собственностью и приватизация (Юрий Симачёв, Александр Радыгин)
- Группа 16. Развитие общественных институтов (Елена Тополева, Михаил Федотов)
- Группа 17. Реформа бюджетного сектора в экономике (Борис Рудник, Татьяна Клячко)
- Группа 18. Реформа естественных монополий (Юрий Саакян, Юрий Удальцов)
- Группа 19. Преодоление территориальной и информационной разобщённости: развитие транспортной системы, связи и информации (Михаил Блинкин, Ольга Дергунова)
- Группа 20. Международная позиция России: экономические ориентиры (Павел Кадочников, Александр Дынкин)
- Группа 21. Развитие экономической и социальной интеграции в постсоветском пространстве (Татьяна Валовая, Андрей Спартак)

## Обсуждение и критика
После опубликования итогового доклада курировавшие работу экспертных групп В. Мау и Я. Кузьминов заявляли, что рассчитывают на поддержку основных предложений Стратегии 2020 со стороны президента и председателя правительства России. При этом они признавали и наличие расхождений во взглядах: «Ключевое расхождение (позиций экспертов и властей) — это пенсионная реформа. Нам кажется, что без более серьёзных мер по прекращению дотаций из бюджета пенсионных обязательств мы не достигнем макроэкономической стабильности в близкой перспективе», — сказал Я. Кузьминов. Однако, напомнил эксперт, Путин ранее заявлял, что является сторонником «мягкого сценария», когда, в частности, пенсионный возраст не повышается (РИА Новости, 16.03.2012).
Зимой 2011/12 годов основные идеи Стратегии обсуждались с президентом, руководством российского правительства, с ключевыми ведомствами. Многие положения Стратегии 2020 уже стали программой деятельности государственных органов: в Москве в борьбе с пробками реализуется подход, отстаиваемый Михаилом Блинкиным (неявные общественные субсидии владельцем автотранспорта должны быть сокращены за счёт ограничений на парковку в центре города и т. д.). Минфин и Минэкономразвития уточняли детали бюджетного правила, регулирующего расходы бюджета и уровень государственного долга. Очень активное обсуждение шло и по предложениям Стратегии 2020, связанным с пенсионной реформой.
По мнению А.В. Зверева, планируемый на 2020 г. уровень государственного финансирования расходов на воспроизводство человеческого капитала и социально-экономическое развитие является ниже уровня развитых стран; меры по созданию механизмов кредитования экономического роста недостаточны; опережающий рост тарифов на газ и электроэнергию снизит конкурентоспособность обрабатывающей промышленности; не предусматриваются налоговые льготы для инновационных предприятий (отмена НДС, переоценка основных фондов, списание расходов на НИОКР, обучение кадров и освоение новой техники на издержки производства); не согласованы меры в сфере производства и потребления новой техники (провозглашается приоритетность отечественного самолетостроения и одновременно решения о закупке контролируемых государством авиакомпаниями иностранных самолетов).
Критики Стратегии 2020 акцентируют внимание на том, что некоторые вопросы в ней не рассмотрены или проанализированы недостаточно подробно (политическая реформа, борьба с коррупцией, реформа правоохранительной системы). Многократно высказывалось[кем?] соображение, что нынешнее руководство страны не сможет реализовать основных положений Стратегии. В то же время некоторые лидеры оппозиционного движения на вопрос о том, в чём будет заключаться их позитивная программа после успеха на выборах предлагали читать Стратегию-2020: там изложена инвариантная программа реформ. А в главе о федерализме и местном самоуправлении предложен достаточно радикальный план возвращения политических свобод на региональном и местном уровне.

## Cм. также
- Электронная Россия
- Стратегия 2010